# Contratura de Volkmann
Contratura isquêmica de Volkmann é uma contratura permanente de flexão da mão sobre o punho, resultando em uma deformidade em forma de garra da mão e dos dedos.

## História
A contratura recebe o seu nome em homenagem ao Dr. Richard von Volkmann (1830 - 1889), um médico alemão que foi a primeira pessoa a descrevê-la, em "non-Infective Ischemic conditions of various fascial compartments in the extremities".

## Causas
A contratura de Volkmann resulta de isquemia aguda dos músculos do antebraço. É causada pela pressão na artéria braquial, possivelmente devido a um uso impróprio de um torniquete, uso impróprio de imobilização ou por síndrome compartimental. É mais comumente descrita na fratura supracondilar do úmero onde ela resulta em lesão/oclusão da artéria braquial.
A fibrose e a contratura do compartimento flexor puxa os dedos em flexão e o punho em flexão e pronação. Entretanto, a extensão ativa dos dedos é possível quando o punho é passivamente fletido, indicando que a contratura é no antebraço. Pode haver lesão do nervo mediano.

## Tratamento
A cirurgia para liberar os tecidos fixados pode ajudar com a deformidade e a função da mão.